# Punta Margherita (Grandes Murailles)
La Punta Margherita (Pointe Marguerite in francese) (3.905 m s.l.m.) è una montagna delle Alpi del Weisshorn e del Cervino nelle Alpi Pennine. Si trova in Valle d'Aosta tra la Valpelline e la Valtournenche.
È la montagna più alta delle Grandes Murailles.

## Descrizione

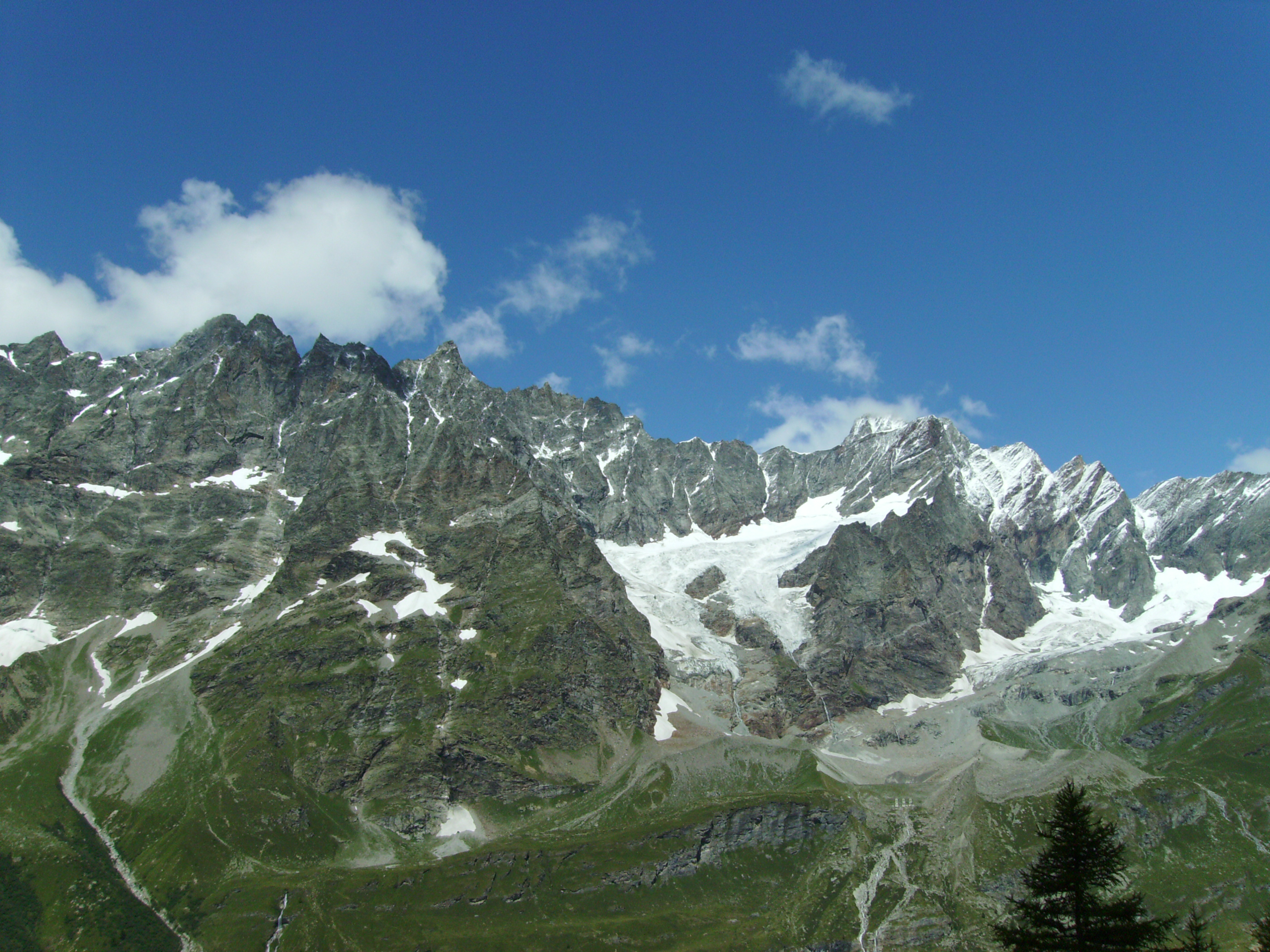
Le Grandes Murailles, dove si trova la montagna

Situata tra il col des Grandes Murrailles e la Punta dei Cors, è costituita da un tratto di cresta lunga circa 850 m irta di gendarmi e molto accidentata da Nord a Sud. La prima elevazione è l'Anticima Nord (m. 3.877); dopo circa 120 m, si trova la Cima Nord, punto culminante. Altri 120 m. di cresta con un profondo intaglio portano alla Cima Sud (m. 3.902). Dopo circa 150 m, si trova una punta che sembra spiccare sulle altre, l'Anticima Sud (m. 3.894).

## Ascensione
La Punta Margherita viene salita raramente direttamente. Di solito viene attraversata da nord a sud durante la traversata delle Grandes e delle Petites Murailles.
L'ascensione si effettua a partire dal Bivacco Umberto Balestreri (3.142 m).